# 阿刀田高
阿刀田 高（あとうだ たかし、1935年1月13日 -）は、日本の小説家。「奇妙な味」の短編で知られる。1993年から1997年まで日本推理作家協会会長、2007年から2011年まで日本ペンクラブ会長を務めた。文化功労者。山梨県立図書館名誉館長。
国会図書館司書を経て、『冷蔵庫より愛をこめて』(1978年)で作家に。『ナポレオン狂』(1979年)で直木賞を受賞。ブラックユーモアやミステリーを盛り込んだ短編の名手。ほかに『佐保姫伝説』(2009年)、『闇彦』(2010年)など。

## 経歴
東京生まれ。一人の兄と三人の姉の下で双子の兄として生まれるが、弟は1歳になる前に早世。両親は共に宮城県仙台市の出身だった。父方の伯父の阿刀田令造は西洋史学者で第二高等学校第9代校長を務め、名校長と謳われた。令造の父の阿刀田義潮（よしとも）は宮城県名取郡下増田村（後の名取町・現：名取市）の初代村長だった。遠縁には岸信介・佐藤栄作兄弟の実兄である佐藤市郎がいる。
本籍は東京・西荻窪。戦時中は父が経営していた鋳物工場があった長岡市に疎開するが、その地で長岡空襲に遭う。戦後も中学校（長岡市立南中学校）卒業まで同地で過ごす。高校進学を期に上京し東京都立西高等学校に入学する。高校2年生の秋に、父を脳溢血で亡くし、貧しい母子家庭で苦労して育つ。少年時代から科学が好きで、海軍技師、医師、薬剤師と変化しつつも理系の職業を志望しており、エンジニアであった父も理系への進学を強く望んでいたが、高校在学中にフランス文学に興味を持つ。父の死により進路に迷いが生じ、大学入試では文系と理系両方の学部を受験するも、合格したのは文系だけであった。
1954年、早稲田大学第一文学部文学科仏文学専修に進学する。早稲田大学に入学した当時は新聞記者を志望し、もっぱら奨学金と家庭教師のアルバイトで自活していた。
1955年に結核を病んで休学し、16か月間の療養生活を送る。このため志望変更を余儀なくされ、1960年に大学を卒業した後、文部省図書館職員養成所に入所する。1961年から国立国会図書館に司書として勤務する。
このころ、恩師が出版した日本語関係の小冊子に、古今東西の殺し文句に関する随筆を発表したところ、思いがけず『朝日新聞』の文化欄に取り上げられて喜ぶ。1964年9月、池田書店からの依頼で『ころし文句』（長崎寛との共著）を上梓する。引き続き、池田書店から『笑いのころし文句』『ユーモア一日一言』などの随筆集を刊行する。1969年、著書『ブラックユーモア入門』（KKベストセラーズ）がベストセラーとなったことに勇気を得て、1972年に退職し、筆一本の生活に入る。コント、翻訳、広告文案などを手がける。
1978年、短編集『冷蔵庫より愛をこめて』が直木賞候補となる。1979年、短編『来訪者』で第32回日本推理作家協会賞を受賞、また短編集『ナポレオン狂』で第81回直木賞を受賞する。
1993年から1997年にかけて日本推理作家協会理事長を務める。
1995年、『新トロイア物語』で第29回吉川英治文学賞を受賞する。
1995年7月から2014年1月まで、直木賞の選考員を務めた。
2003年、紫綬褒章を受章する。2005年から2007年まで文部科学省設置の文化審議会会長を務める。
2007年から2011年まで日本ペンクラブ会長を務める。
2009年に旭日中綬章を受章する。
2012年4月には山梨県立図書館の館長に就任した。2018年4月からは金田一秀穂が新館長となり、阿刀田は名誉館長となることが発表された。
2018年に文化功労者に選出された。
現在（2023年時点）は、新田次郎文学賞、小説すばる新人賞の選考委員を務めている。

## 作品
ミステリーやブラックユーモア分野でのショートショート、エロスが盛り込まれた短編が多く、今日までに書いた短編の数は800にもおよぶ。ショートショートに関しては、「星新一ショートショートコンテスト」の審査員を引き継ぐなど、星新一死後の第一人者的存在である。
『ギリシア神話を知っていますか』など、世界各国の古典を軽妙に読み解いた随筆でも知られる。世界の宗教ダイジェスト本『旧約聖書を知っていますか』『新約聖書を知っていますか』『コーランを知っていますか』の三部作を出版している。

## 人物
- 出生時は双子であった。最初に出生した子を弟にするか兄にするかで議論があったが、「最初に生まれた方が兄だ」という父親の判断で、兄につけられる予定だった「高」に命名される。なお、弟は早世した。本人は「名前のおかげで長生きできたのかもしれない」とエッセイで書いている。
- 姉を肺結核で亡くしている。
- 西高校時代は文芸部に所属し、黒井千次と知己になる。清水幾太郎の娘が西高校の同窓で、高校によく清水が講演にきていた。
- 文部科学省設置の文化審議会の会長を務める。1993年から1997年にかけて日本推理作家協会理事長も務めた。1995年からは直木賞選考委員も務める。
- 阪神タイガースのファンであり、テレビ番組において、「1973年10月10日に行われた阪神-巨人戦（後楽園球場）が行われた当日、病気のため入院し、病室にてラジオ実況中継を聞いていた時のこと。2回までに阪神が7-0で先行、先発投手江夏ということで、9年ぶりの優勝と巨人の9連覇阻止を確信し、安心したのかいつのまにか眠ってしまった。起きてみると7点差を巨人に逆転されており、そのときの精神状態は寝起きのせいもあって、夢かうつつか幻かの混沌状態になって非常に混乱した」などと述懐していた[注釈 4]。
- 長男は電通、次男は日本経済新聞社に勤務している。

## 受賞・栄典
1979年
短編『来訪者』で第32回日本推理作家協会賞。
短編集『ナポレオン狂』で第81回直木賞。
1995年
『新トロイア物語』で第29回吉川英治文学賞。
2003年
紫綬褒章
2009年
旭日中綬章
2018年
文化功労者

## 社会的活動
- 文化庁文化審議会会長
  - 同 国語分科会委員
- 日本点字図書館後援会長[9]

## 著書

### 初期著作
- 『ころし文句』長崎寛共著 池田書店 1964年
- 『笑いのころし文句』笑会話入門 池田書店 1966年 「殺し文句の研究」新潮文庫
- 『ユーモア一日一言 笑いと教養のオアシス』（編著）池田書店 1966年
- 『ブラック・ユーモア入門 恐怖と笑いのカクテル 皮肉と毒舌に強くなる』ベストセラーズ 1969年
- 『頭の回転テスト ビジネス・パワーを開発する』文和書房 1970年
- 『3分30秒のポルノ 無断・盗用を禁ず』ベストセラーズ 1971年
- 『ユーモア×ウィット=? 笑いの公式を解く本』ベストセラーズ 1972年 のちワニ文庫
- 『江戸ぽるの 古川柳と小咄の世界』講談社 1973年 「江戸禁断らいぶらりい」文庫
- 『詭弁の話術 即応する頭の回転』ベストセラーズ 1974年 のちワニ文庫、角川文庫
- 『ことば雑学ブック 故事来歴のエピソード集』文潮出版 1975年 「ことばの博物館」旺文社文庫、文春文庫
- 『3分間怪談 子供をおどろかす』ベストセラーズ (ワニの豆本) 1975年
- 『知的時間と遊ぶ本 超思考のレクリエーション・ゲーム』ベストセラーズ 1978年

### ショートショート・小説
- 『冷蔵庫より愛をこめて』講談社 1978年 のち文庫
- 『過去を運ぶ足』双葉社 1978年 のち文春文庫
- 『ナポレオン狂』講談社 1979年 のち文庫
- 『Aサイズ殺人事件』文藝春秋 1979年 のち文庫、創元推理文庫
- 『食べられた男 42のショートショート』講談社 1979年 のち文庫
- 『夢判断』新潮社 1980年 のち文庫
- 『一ダースなら怖くなる』文藝春秋 1980年 のち文庫
- 『ジョークなしでは生きられない』新潮社 1980年 のち文庫
- 『阿刀田高のブラック・ジョーク大全』講談社 1980年 のち文庫
- 『壜詰の恋』講談社 1980年 のち文庫
- 『マッチ箱の人生』講談社 1981年 のち文庫
- 『異形の地図』角川書店 1982年 のち文庫
- 『コーヒー・ブレイク11夜』文藝春秋 1982年 のち文庫
- 『早過ぎた予言者』新潮社 1982年 のち文庫
- 『最期のメッセージ 42のショートショート』講談社 1982年 のち文庫
- 『ガラスの肖像』講談社 1982年 のち文庫
- 『街の観覧車』文藝春秋 1983年 のち文庫
- 『夜の旅人』文藝春秋 1983年 のち文庫
- 『頭の散歩道』文春文庫 1983年
- 『危険信号』講談社 1983年 のち文庫
- 『待っている男』角川書店 1984年 のち文庫
- 『ミッドナイト物語』文藝春秋 1984年 のち文庫
- 『だれかに似た人』新潮社 1984年 のち文庫
- 『猫の事件 36のショートショート』講談社 1984年 のち文庫
- 『風物語』講談社 1985年 のち文庫
- 『迷い道』講談社 1985年 のち文庫
- 『知らない劇場』文藝春秋 1986年 のち文庫
- 『黒い箱』新潮社 1986年 のち文庫
- 『不安な録音器』中央公論社 1986年 のち文庫、文春文庫
- 『食卓はいつもミステリー』新潮社 1986年 のち文庫
- 『真夜中の料理人』講談社 1986年 のち文庫
- 『影絵の町』角川書店 1987年 のち文庫
- 『花の図鑑』日本経済新聞社 1987年 のち新潮文庫、角川文庫
- 『時のカフェテラス』講談社 1987年 のち文庫
- 『食後の毒薬 悪魔のささやき 実用的エッセイ』ベストセラーズ (ワニの本) 1987年
- 『仮面の女』角川文庫オリジナル 1987年
- 『明日物語』文藝春秋 1987年 のち文庫
- 『花のデカメロン』光文社 1987年 のち文庫
- 『花惑い』角川書店 1987年
- 『恐怖同盟』新潮社 1987年 のち文庫
- 『妖しいクレヨン箱 35のショートショート』講談社 1988年 のち文庫
- 『危険な童話』新潮社 1988年 のち文庫
- 『東京ホテル物語』中公文庫 1988年
- 『霧のレクイエム』読売新聞社 1988年 のち講談社文庫
- 『面影橋』中央公論社 1989年 のち文庫、文春文庫
- 『愛の墓標』光文社 1989年 のち文庫
- 『Vの悲劇』講談社 1989年 のち文庫
- 『他人同士』新潮社 1989年 のち文庫
- 『響灘 そして十二の短篇』文藝春秋 1989年 のち文庫
- 『ぬり絵の旅』角川文庫オリジナル（長編）1989年
- 『空想列車』角川書店 1990年 のち文庫
- 『東京25時』文藝春秋 1990年 のち文庫
- 『猫を数えて』講談社 1990年 のち文庫
- 『闇の意匠』集英社 1991年 「いびつな贈り物」文庫
- 『消えた男』角川書店 1992年 のち文庫
- 『海の挽歌』文藝春秋（書下し文芸作品） 1992年 のち文庫
- 『魚の小骨』集英社 1992年 のち文庫
- 『リスボアを見た女』白水社 1992年 のち新潮文庫
- 『夜に聞く歌』光文社 1992年 のち文庫
- 『心の旅路 自選恐怖小説集』角川ホラー文庫 1993年
- 『奇妙な昼さがり 32のショートショート』講談社 1993年 のち文庫
- 『やさしい関係』文藝春秋 1993年 のち文庫
- 『箱の中』文藝春秋 1994年 のち文庫
- 『新トロイア物語』講談社 1994年 のち文庫
- 『安土城幻記』角川書店 1995年 「幻の舟」文庫
- 『朱い旅』幻冬舎 1995年 のち文庫
- 『新諸国奇談』講談社 1996年 のち文庫
- 『あやかしの声』新潮社 1996年 のち文庫
- 『獅子王アレクサンドロス』講談社 1997年 のち文庫
- 『鈍色の歳時記』文藝春秋 1999年 のち文庫
- 『メトロポリタン』文藝春秋 1999年 のち文庫
- 『花あらし』新潮社 2001年 のち文庫
- 『コーヒー党奇談』講談社 2001年 のち文庫
- 『黒喜劇』文藝春秋 2002年 のち文庫
- 『小説家の休日』集英社文庫 2002年
- 『黒い自画像』角川書店 2003年 のち文庫
- 『脳みその研究』文藝春秋 2004年 のち文庫
- 『風の組曲』潮出版社 2004年 「こんな話を聞いた」新潮文庫
- 『おどろき箱』1、2 幻冬舎 2004年 のち文庫
- 『こころ残り』角川書店 2005年 のち文庫
- 『影まつり』集英社 2005年 のち文庫
- 『ストーリーの迷宮』文藝春秋 2006年 のち文庫
- 『おとこ坂おんな坂』毎日新聞社 2006年 のち新潮文庫
- 『西瓜流し』岩崎書店（現代ミステリー短編集） 2006年
- 『街のアラベスク』新潮社 2007年 のち文庫
- 『佐保姫伝説』文藝春秋 2009年 のち文庫
- 『甘い闇 阿刀田高傑作短編集』集英社文庫 2009年
- 『闇彦』新潮社 2010年 のち文庫
- 『妖しい関係』幻冬舎 2012年
- 『アンブラッセ』文藝春秋 2015年 のち文庫(「ローマへ行こう」改題
- 『地下水路の夜』新潮社 2015年 のち文庫
- 『怪しくて妖しくて』集英社 2018年 のち文庫 2021年

### エッセイ・対談
- 『数たちの本』講談社 1980年
- 『不協和音コンサート ブラックユーモア対談』U-E.P 1981年
- 『脳味噌通信』時事通信社 1981年
- 『恐怖コレクション』新潮社 1982年 のち文庫
- 『話はいつも神出鬼没 ときにはルパン、ときには鞍馬天狗のように』ベストセラーズ (ワニの本) 1983年
- 『左巻きの時計』新潮社 1983年 のち文庫
- 『頭は帽子のためじゃない』PHP研究所 1984年 のち角川文庫
- 『恐怖夜話 ミッドナイトの楽しみ方』ベストセラーズ（ワニ文庫） 1984年
- 『映画周辺飛行』光文社 1984年 のち文庫
- 『まじめ半分』角川文庫 1984年
- 『夜の紙風船』（随筆）中公文庫オリジナル 1986年
- 『雨降りお月さん』（随筆）中公文庫 1989年
- 『三角のあたま』読売新聞社 1990年 のち角川文庫
- 『阿刀田高のサミング・アップ』ナイスデイ・ブックス 1990年 のち新潮文庫
- 『夢の宴 私の蕗谷虹児伝』中央公論社 1991年 のち文庫
- 『好奇心紀行』講談社 1994年 のち文庫
- 『アイデアを捜せ』文藝春秋 1996年 のち文庫
- 『夜の風見鶏』（随筆）朝日新聞社 1996年 のち文庫
- 『松本清張あらかると』中央公論社 1997年 のち光文社知恵の森文庫
- 『ミステリーのおきて102条』読売新聞社 1998年 のち角川文庫
- 『日曜日の読書』新潮文庫 1998年
- 『ミステリー主義』講談社 1999年 のち文庫
- 『犬も歩けば』（随筆）幻冬舎文庫 2000年
- 『ユーモア革命』文春新書 2001年
- 『陽気なイエスタデイ』文藝春秋 2001年 のち文庫
- 『短編小説のレシピ』集英社新書 2002年
- 『小説工房12カ月』集英社 2004年
- 『海外短編のテクニック』集英社新書 2004年
- 『短編小説を読もう』岩波ジュニア新書 2005年
- 『短編小説より愛をこめて』新潮社 2006年 のち文庫
- 『ことば遊びの楽しみ』岩波新書 2006年
- 『日本語を書く作法・読む作法』時事通信社 2008年 のち角川文庫
- 『松本清張を推理する』朝日新書 2009年
- 『日本語えとせとら ことばっておもしろい』時事通信出版局、2010年 のち角川文庫
- 『日本語の冒険』角川書店 2012年
- 『いまこそ私は原発に反対します。』「笛吹峠の鈴の音」、日本ペンクラブ編、平凡社 2012
- 『知的創造の作法』新潮新書、2013年
- 『悼む力 逝ったあの人へ、生きる自分へ』PHP研究所 2013年
- 『私が作家になった理由（わけ）』日本経済新聞出版社、2019年
- 『老いてこそユーモア』(幻冬舎新書 2019

### 古典もの
- 『ギリシア神話を知っていますか』新潮社 1981年 のち文庫
- 『アラビアンナイトを楽しむために』新潮社 1983年 のち文庫
- 『あなたの知らないガリバー旅行記』新潮社 1985年 のち文庫
- 『エロスに古文はよく似合う 私の今昔物語』角川書店 1986年 のち文庫
- 『旧約聖書を知っていますか』新潮社 1991年 のち文庫
- 『古今著聞集』 講談社（少年少女古典文学館） 1992年
- 『新約聖書を知っていますか』新潮社 1993年 のち文庫
- 『ホメロスを楽しむために』新潮社 1997年 のち文庫
- 『アーサー王物語』 講談社（痛快世界の冒険文学） 1998年
- 『シェイクスピアを楽しむために』新潮社 2000年 のち文庫
- 『阿刀田高の楽しい古事記』角川書店 2000年 のち角川文庫
- 『私のギリシャ神話』日本放送出版協会 2000年 のち集英社文庫
- 『ものがたり風土記』正続 集英社 2000年-2001年 のち文庫
- 『コーランを知っていますか』新潮社 2003年 のち文庫
- 『私の聖書ものがたり』集英社 2004年
- 『チェーホフを楽しむために』新潮社 2006年 のち文庫
- 『やさしいダンテ〈神曲〉』角川書店 2008年 のち文庫
- 『プルタークの物語』潮出版社 2008年 「ローマとギリシャの英雄たち プルタークの物語」新潮文庫
- 『イソップを知っていますか』新潮社 2010年 のち文庫
- 『恋する「小倉百人一首」』潮出版社 2011年 のち角川文庫
- 『源氏物語を知っていますか』新潮社 2013年 のち文庫
- 『漱石を知っていますか』新潮社 2017年 のち文庫
- 『谷崎潤一郎を知っていますか』新潮社 2020年 のち文庫

## 翻訳
- 『ルビンおじさんの冒険』 W.ヒース・ロビンソン 立風書房 1982年

## オーディオブック
- コーヒー党奇談（2008年、USEN・ことのは出版）

## テレビドラマ化作品
- ししゃもと未亡人（現代恐怖サスペンス、1987年、関西テレビ・フジテレビ）
- やさしい関係（ドラマ新銀河、1995年、NHK）
- 「海が呼ぶ」「趣味を持つ女」「法則のある死体たち」「見えない窓」「道連れ」（阿刀田高サスペンス、1990年7月2日 - 30日、関西テレビ）
- 世にも奇妙な物語「屋上風景」「坂道の女」「だれかに似た人」（1990年8月23日放送、フジテレビ） - この放送回は全て阿刀田の短篇小説が原作となっている。